# Henlopen Acres
Henlopen Acres est une ville américaine située dans le comté de Sussex, dans l'État du Delaware.

## Démographie
| 1980 | 1990 | 2000 | 2010 | - | - |
| ---- | ---- | ---- | ---- | - | - |
| 176  | 107  | 139  | 122  | - | - |

Selon le recensement de 2010, Henlopen Acres compte 122 habitants. La municipalité s'étend sur 0,26 milles carrés (0,67 km2).